# Малєєв Олександр Феоктистович
Олександр Феоктистович Малєєв Історик революційних рухів (* 1879 — † ?)

## Життєпис та науковий доробок
Народився 5 квітня 1879 у родині вчителя. Після отримання середньої освіти від 1902 до 1904 викладав у недільних школах та народних університетах Катеринослава, Запоріжжя, Одеси. 1910 закінчив історико-філологічний факультет Імператорського Новоросійського університету. 1911–1919 викладав у приватних жіночих гімназіях.
Зі встановленням в Одесі радянської влади призначався на провідні посади губ. відділу народної освіти (губвно): завідувач підвідділу соціального виховання, заступник завідувача губвно, голова правління робітників освіти, завідувач шкільного підвідділу, завідувач культурно-освітнього відділу. 3 березня 1922 як представника культвідділу Одеського губкому професійно-технічної та спеціально-наукової освіти затверджено членом Наукового Бюро того ж комітету. Брав активну участь у становленні ОІНГ, а 1 вересня 1921 обраний його викладачем. Був деканом робітничого ф-ту цього закладу (1921 — жовтень 1929), а 1924 увійшов до складу бюро ректорату. 1922 призначений викладачем (від 1925 проф.) історії класової боротьби, історії соціалізму, історії революційних рухів, нової та новітньої історії, історії ВКП(б) в ОІНО і ОІНГ (обидва 1922–1930). Від 1925 член КП(б)У. Брав активну участь у роботі наукових товариств: науковий співробітник науково-дослідної кафедри марксизму-ленінізму (1922–1923), член соціально-історичної секції Одеська комісія краєзнавства при ВУАН (1923–1930), дійсний член історично-етнологічного відділу Одеської філії ВУНАС (1929–1930). 
Основними напрямками досліджень вченого були: революційний рух 1905, суспільні процеси, історія євреїв. Він був одним із ініціаторів та авторів збірки пам'яті Є. Щепкіна. З початку 1930-х подальша доля невідома.

## Праці
- Еврейские погромы на Украине. — Одесса, 1920;
- Введение в основные вопросы Ленинизма и истории классовой борьбы России и Запада в связи с общими указаниями по историческому материализму // Наша школа. — 1924. — № 4-5;
- Рабочее и революционное движение на Запорожье. — Одесса, 1925;
- Одеса в 1905 году. Краткий исторический очерк к 20-летию революции 1905 г. — Одеса, 1925;
- Революция 1905 г. на море. Краткий исторический очерк к 20-летию революции 1905 г. -Одеса, 1925; * Проф. Е. Н. Щепкин в революционные дни 1905 г. и 1919–1920 гг.// Памяти профессора Е. Н. Щепкина. — Одесса, 1927.